# June Singer
June Singer (1920-19 de enero de 2004) fue analista junguiana y miembro del Jung Institute of San Francisco.

## Obra
- The Unholy Bible: A Psychological Interpretation of William Blake (1970)
- Boundaries of the Soul:The Practice of Jung's Psychology (1972)
- Androgyny: Toward a New Theory of Sexuality  (1976); retitled in 2000 as, Androgyny: The Opposites Within (Jung on the Hudson Book Series)
- Energies of Love: Sexuality re-visioned (1983)
- The Unholy Bible: Blake, Jung, and the Collective Unconscious (1986) (expanded edition of 1970 book)
- Seeing through the Visible World: Jung, Gnosis, and Chaos (1990); retitled in 1998 as, Modern Woman in Search of Soul: A Jungian Guide to the Visible and Invisible Worlds
- The Allure of Gnosticism: Gnostic Experience in Jungian Psychology and Contemporary Culture, Coeditor (1995)
- The Knowledge of the Heart (1999)
- The Power of Love (to transform our Lives and our World), Nicholas Hays Inc. under the Hudson Jung Book Series (2000)
- The Gnostic Book of Hours (2003)